# Сангаре, Абудраман
Абудраман Сангаре (фр. Aboudramane Sangaré; 9 марта 1946, М’Бахиакро, Французская Западная Африка — 3 ноября 2018, Абиджан) — ивуарийский политический и государственный деятель, дипломат, министр иностранных дел Кот-д’Ивуара с октября 2000 по март 2003 года. 

## Биография
Образование получил в Абиджанском университете.
Со студенческих лет — близкий соратник президента Лорана Гбагбо. В 1971 году оба были заключены в тюрьму правительством тогдашнего президента Феликса Уфуэ-Буаньи за оппозицию его правительству. В 1980-е годы Сангаре и Гбагбо начали создавать свою подпольную оппозиционную партию. Один из организаторов в 1988 году политической партии Ивуарийский народный фронт.
В 1994—1995 годах при президенте  Анри Конане Бедье находился в тюрьме.
После прихода к власти президента Лорана Гбагбо занял пост министра иностранных дел Кот-д’Ивуара.
После отставки, находился в оппозиции к действующему правительству.
Умер 3 ноября 2018 года в возрасте 72 лет от рака.